# Хотило
Хотило — деревня в Старопольском сельском поселении Сланцевского района Ленинградской области.

## История
Впервые упоминается в писцовых книгах Шелонской пятины 1498 года, как деревня Хотели (Хатилова на ручье Терябском) в Сумерском погосте Новгородского уезда.
Деревня Хатилова на ручье Терябском, состоящая из 20 крестьянских дворов, упоминается на карте Санкт-Петербургской губернии Ф. Ф. Шуберта 1834 года.

ХОТИЛЫ — деревня принадлежит ведомству Павловского городового правления, число жителей по ревизии: 63 м. п., 83 ж. п.

ХОТИЛОВА ГОРА — деревня принадлежит ведомству Павловского городового правления, число жителей по ревизии: 2 м. п., 2 ж. п. (1838 год)

Деревня Хатилова из 20 дворов, отмечена на карте профессора С. С. Куторги 1852 года.

ХОТИЛ — деревня Павловского городового правления, по просёлочной дороге, число дворов — 20, число душ — 62 м. п. (1856 год)

ХОТИЛЫ (ХОТИЛОВО) — деревня Павловского городового правления при ручье безымянном, число дворов — 19, число жителей: 63 м. п., 69 ж. п. (1862 год) 

В XIX — начале XX века деревня административно относилась к Константиновской волости 1-го земского участка 1-го стана Гдовского уезда Санкт-Петербургской губернии.
Согласно Памятной книжке Санкт-Петербургской губернии 1905 года деревня называлась Хотилы и образовывала Хотильское сельское общество.
До марта 1917 года деревня находилась в составе Константиновской волости Гдовского уезда.
С марта 1917 года, в составе Кологривского сельсовета Доложской волости.

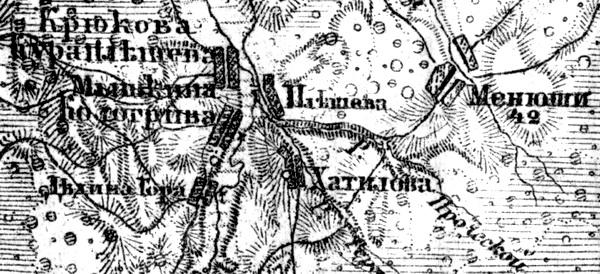
Деревня Хотило на карте 1919 года

Согласно карте Петроградской и Эстляндской губерний издания 1919 года деревня называлась Хатилова.
С февраля 1924 года, в составе Старопольской волости.
С февраля 1927 года, в составе Ложголовской волости.
С августа 1927 года, в составе Осьминского района.
С декабря 1928 года, в составе Рудненского района. В 1928 году население деревни составляло 304 человека.
По данным 1933 года деревня Хотило входила в состав Кологривского сельсовета Рудненского района. С августа 1933 года, вновь в составе Осьминского района.
Деревня была освобождена от немецко-фашистских оккупантов 1 февраля 1944 года.
С 1961 года, в составе Старопольского сельсовета Сланцевского района.
С 1963 года, в составе Кингисеппского района.
По состоянию на 1 августа 1965 года деревня Хотило входила в состав Старопольского сельсовета Кингисеппского района. С ноября 1965 года, вновь в составе Сланцевского района. В 1965 году население деревни составляло 26 человек.
По данным 1973 и 1990 годов деревня Хотило также входила в состав Старопольского сельсовета.
В 1997 году в деревне Хотило Старопольской волости проживали 15 человек, в 2002 году — 18 человек (русские — 94 %).
В 2007 году в деревне Хотило Старопольского СП проживали 12 человек, в 2010 году — 8 человек.

## География
Деревня расположена в юго-восточной части района к западу от автодороги 41К-163 (Менюши — Заручье — Каменец) и к югу от автодороги 41К-188 (Гостицы — Большая Пустомержа).
Расстояние до административного центра поселения — 7 км.
Расстояние до ближайшей железнодорожной станции Веймарн — 57 км.
Деревня находится на левом берегу одного из левых притоков реки Долгая.

## Демография
| 1862 | 2007 | 2010 | 2017 |
| ---- | ---- | ---- | ---- |
| 132  | ↘12  | ↘8   | ↗22  |